# Philip Perlman
Philip Benjamin Perlman (Baltimora, 5 marzo 1890 – Baltimora, 19 giugno 1960) è stato un avvocato, giornalista e politico statunitense.
Figlio di Benjamin (1861-1932) e Rose Nathan Perlman (1873-1957), è stato padre dell'attrice Rhea Perlman e suocero di Danny DeVito.

## Biografia
Diplomato presso la scuola media superiore Baltimore City College nel 1908, lavorò come reporter per il Baltimore American mentre studiava economia politica all'università Johns Hopkins. Studiò giurisprudenza alla University of Maryland School of Law, venendo ammesso all'Ordine degli avvocati un anno prima di ricevere la laurea in legge nel 1912. 
Iniziò quindi a lavorare presso il The Evening Sun di Baltimora nel 1910, prima come cronista di tribunale e poi come redattore di cronaca cittadina dal 1913 al 1917. Fu probabilmente in quel periodo che ebbe l'occasione di conoscere H. L. Mencken.
Lasciato il giornale nel 1917, Perlman iniziò un periodo di parecchi anni nel servizio pubblico, inframmezzandovi la pratica legale. Inizialmente lavorò per il procuratore generale del Maryland, Albert C. Ritchie, come assistente nell'Ufficio legale dello Stato, quindi divenne Assistente dell'Attorney General del Maryland nel 1918. Quando Albert C. Ritchie fu eletto governatore nel 1919, lo nominò Segretario di Stato. Tra le leggi scritte da Perlman, vi fu quella che concedeva il diritto di voto alle donne. Negli anni venti Perlman fu legale della città di Baltimora e aprì uno studio privato di avvocato; durante gli anni trenta fece parte di una commissione per rivedere le leggi sulla toponomastica della città e della prima commissione istituita per occuparsi delle risorse idriche del Maryland; negli anni quaranta fu consulente del governatore William Preston Lane, Jr. in materie tipo quella del ponte sulla baia di Chesapeake e sul miglioramento delle autostrade. Nella sua attività privata di avvocato si fece notare per i casi sui diritti civili.
Passando alla politica a livello nazionale, Perlman divenne il primo Avvocato generale degli Stati Uniti d'America di origine ebraica, prestando servizio dal 1947 al 1952 sotto la presidenza di Harry S. Truman, presiedendo la Commissione sull'Immigrazione e la Naturalizzazione e collaborò alle stesure delle piattaforme politiche per le Convention nazionali del Partito Democratico dal 1948 al 1960. Al momento del suo decesso Perlman stava continuando la sua attività di legale nello Studio Perlman, Lyons and Emmerglick a Washington, D.C.. Fu presidente del Consiglio dei garanti per la Walters Art Gallery di Baltimora e membro della Società Storica del Maryland (Maryland Historical Society). Egli fu anche membro del National Press Club e dell'Associazione caritatevole ebraica.